# Levosimendan
El levosimendan és un sensibilitzador de calci utilitzat en el tractament de la insuficiència cardíaca congestiva aguda descompensada. Es comercialitza a Espanya com a EFG i amb el nom comercial de Simdax. En general, el fàrmac té un mecanisme d'acció doble. Condueix a una major ionotròfia augmentant la sensibilitat al calci a mesura que s'uneix a la troponina i això resulta en una força inotròfica positiva més gran. En segon lloc, el fàrmac és capaç d'obrir els canals de potassi sensibles a l'ATP en les cèl·lules musculars llises vasculars, i els efectes dilatadors vasculars del fàrmac condueixen a una disminució de la precàrrega i la postcàrrega i, així, el treball del cor. Aquest medicament està en procés de revisió per part de l'FDA, però encara no ha estat aprovat.